# Milichiinae
Milichiinae är en underfamilj i familjen Sprickflugor (Milichiidae). Milichiinae innehåller fem olika släkten. Arter inom Milichiinae har oftast ögon vars diameter är 1,5 gånger så stor på höjden som på bredden.

## Släkten inom Milichiinae
- Enigmilichia
- Eusiphona
- Milichia
- Milichiella
- Pholeomyia